# Beziehungen zwischen der Europäischen Union und der Volksrepublik China
Die Beziehungen zwischen der Europäischen Union (EU) und der Volksrepublik China sind ambivalent und äußerst komplex. Die VR China und die Staaten der EU haben enge Handelsbeziehungen etabliert und zahlreiche wirtschaftliche und politische Kooperationsabkommen geschlossen. So ist die EU der größte Handelspartner der VR China, und die VR China ist der größte Handelspartner der EU, was die Beziehungen für beide Seiten äußerst bedeutsam macht. Es gibt allerdings auch zahlreiche Meinungsverschiedenheiten zwischen beiden Seiten, so hinsichtlich der Menschenrechte in der Volksrepublik China, dem Russisch-Ukrainischen Krieg und dem Taiwan-Konflikt. 2019 bezeichnete die EU die VR China als „systemischen Rivalen“ und gleichzeitig als „Partner“. Die EU hat zahlreiche Antidumpingmaßnahmen ergriffen, um ihren Markt vor billigen Produkten aus China, insbesondere Stahl, zu schützen. Seit der gewaltsamen Niederschlagung der Tian’anmen-Proteste 1989 hat die EU China mit einem Waffenembargo belegt, welches seitdem in Kraft ist.

## Geschichte
Kontakte zwischen Europa und dem Kulturraum China lassen sich mit den Römisch-chinesischen Beziehungen bis auf die Antike zurückverfolgen. Im 19. Jahrhundert erwarben zahlreiche heutige EU-Mitglieder Konzessionen in China und schlossen ungleiche Verträge, weshalb diese teilweise bis heute in China mit dem Jahrhundert der Demütigung identifiziert werden. Der EG-Kommissar Christopher Soames besuchte die VR China im September 1975 nach dem Tod von Mao Zedong, ⁣was als Beginn der diplomatischen Kontakte zwischen der EWG und der Volksrepublik markierte. Im Jahr 1979, kurz nach den ersten Direktwahlen zum Europäischen Parlament, richtete das Parlament die Delegation für die Beziehungen zur Volksrepublik China ein. Nachdem 1978 ein Handelsabkommen und 1983 ein erstes Abkommen zur wissenschaftlichen Kooperation geschlossen worden war, eröffnete die Europäische Kommission 1987 ein Vertretungsbüro in Peking. Das Massaker auf dem Platz des himmlischen Friedens 1989 sorgte für Bestürzung in Europa und die Staaten der EWG verhängten eine Reihe von Sanktionen gegen die chinesische Regierung, darunter ein Einfuhrverbot für europäische Waffen. Erst nach drei Jahren wurden die Beziehungen wieder normalisiert. Da die schnell wachsenden Wirtschaft Chinas allerdings großes Interesse erregte, wurden die diplomatischen Kontakte bald darauf wieder verstärkt, mit einer steigenden Zahl hochrangiger Besuche auf der politischen Ebene. 1995 wurde die erste langfristige China-Strategie mit dem Titel „Eine langfristige Politik für die Beziehungen zwischen China und Europa“ von der EU-Kommission veröffentlicht. Das erste Asien-Europa-Treffen wurde im Jahr 1996 abgehalten und das ab 1998 jährlich abgehaltene EU-China-Treffen belegen die vertieften politischen Beziehungen.
Der Beitritt Chinas zur Welthandelsorganisation (WTO) im Jahre 2001 wurde von der EU begrüßt und begünstigte die Integration des Landes in die Weltwirtschaft. Der Handel zwischen Europa und China nahm infolge deutlich zu. 2003 verabschiedete auch die Volksrepublik China ein Strategiepapier zu den Beziehungen mit der EU, in der sie von einer „strategischer Partnerschaft“ sprach. Gleichzeitig forderten sie, dass die EU China als Marktwirtschaft anerkennen und das Waffenembargo aufheben solle. Im Rahmen der strategischen Partnerschaft wurden neben der wirtschaftlichen Kooperation auch die Kooperation auf weitere Felder wie Menschenrechte, Rechtsstaatlichkeit und Umweltschutz auf die Agenda gebracht und regelmäßige Gipfeltreffen auf der höchsten politischen Ebene vereinbart. Die Beziehungen zwischen der Europäischen Union und China kühlten sich ab, nachdem China den jährlichen EU-China-Gipfel im November 2008 abgesagt hatte. Der Grund dafür waren offenbar die Pläne des französischen Präsidenten Nicolas Sarkozy, sich mit dem Dalai Lama zu treffen. Die VR China lehnt jede politischen Kontakte der EU zu Taiwan und Tibet ab und bezeichnete das anhaltende Waffenembargo 2010 als "politische Voreingenommenheit" und forderte einen „gleichen Status“.
Während der europäischen Schuldenkrise ab 2010 mussten mehrere europäische Länder von der EU und dem Internationalen Währungsfonds gerettet werden. China unterstützte Europa durch den Kauf von Ramschanleihen der Eurozone im Milliardenwert, insbesondere von Griechenland, Irland, Italien, Portugal und Spanien. Es wurden jedoch auch Befürchtungen laut, dass China sich politischen Einfluss in der EU erkaufen wollte. Unter Präsident Xi Jinping präsentierte China 2013 Pläne Europa mit China durch eine Reihe von ambitionierten Infrastrukturprojekten zu verbinden (Neue Seidenstraße). Einige Länder der EU schlossen sich dieser Initiative an. So verhinderten Griechenland und Ungarn (die beide große Investitionen aus China erhielten) im Jahre 2017 gemeinsame Erklärungen der EU zu Menschenrechtsthemen, wodurch eine zunehmende innere Spaltung der EU gegenüber China befürchtet wurde. Auch die engen chinesisch-russischen Beziehungen, die Niederschlagung der Proteste in Hongkong 2019/2020 und Berichte über Umerziehungslager in Xinjiang sorgten in Europa für Frustrationen und 2019 wurde China erstmals in offiziellen Dokumenten als „Rivale“ bezeichnet, wobei allerdings betont wurde, die bisherige Partnerschaft weiterzuführen.
2021 kam es zu einem diplomatischen Konflikt, nachdem China Sanktionen gegen eine Reihe von europäischen Personen und Institutionen verhängt hatte (darunter gegen das Mercator Institute for China Studies und eine Reihe von EU-Parlamentariern). Die Sanktionen erfolgten in Reaktion auf eher vorsichtige EU-Sanktionen gegen Offizielle in Xinjiang und das dortige Sicherheitsbüro, dem Menschenrechtsverletzungen vorgeworfen werden. Infolge wurde das bereits ausgehandeltes Umfassende Investitionsabkommen (CAI) von der EU auf Eis gelegt. Der russische Überfall auf die Ukraine 2022 sorgte für eine weitere Verschlechterung der Beziehungen, da die EU von China eine deutliche Distanzierung von Russland verlangte, während Chinas Präsident Xi seine „felsenfeste Freundschaft“ zu Wladimir Putin beteuerte.

## Wirtschaftsbeziehungen
Die EU und China waren 2022 der jeweils größte Handelspartner des anderen. Im Jahr 2022 entfallen 9 % der EU-Warenausfuhren und 21 % der EU-Wareneinfuhren auf China. Das gesamte Handelsvolumen lag bei knapp 856 Milliarden Euro, wobei die EU-Staaten ein Handelsbilanzdefizit von knapp 400 Milliarden Euro aufwiesen. Die wichtigsten europäischen Exportartikel sind Autos und Fahrzeuge, elektronische Röhren und Ventile sowie Autoteile, während die wichtigsten Importartikel Telekommunikationsgeräte, gefolgt von automatischen Datenverarbeitungsmaschinen und elektrischen Maschinen und Geräten waren. Bei Artikeln wie Spielzeug, Möbeln, Textilien, Bekleidung und Schuhen besteht eine große Abhängigkeit von China, ebenso bei einer Reihe von kritischen Rohstoffen. Auch bei zahlreichen wichtigen Materialien und Waren für die Erzeugung von erneuerbaren Energien besitzt China ein quasi-Monopol. Die EU hat deshalb Programme zur stärkeren wirtschaftlichen Unabhängigkeit von chinesischen Lieferanten verabschiedet.
|               | 2012   | 2013   | 2014   | 2015   | 2016   | 2017   | 2018   | 2019   | 2020   | 2021   | 2022   | 2023   | 2024   |
| ------------- | ------ | ------ | ------ | ------ | ------ | ------ | ------ | ------ | ------ | ------ | ------ | ------ | ------ |
| Exporte EU    | 132,1  | 134,7  | 145,1  | 145,6  | 153,4  | 178,8  | 187,9  | 198,5  | 202,8  | 223,5  | 230,2  | 223,4  | 213,3  |
| Importe EU    | 250,1  | 238,9  | 256,4  | 295,9  | 298,9  | 322,8  | 342,6  | 363,4  | 385,1  | 473,8  | 626,0  | 520,4  | 517,8  |
| Handelsbilanz | −117,9 | −104,2 | −114,1 | −150,4 | −145,5 | −144,0 | −154,7 | −165,0 | −182,3 | −250,3 | −395,7 | −297,0 | −304,5 |